# Hot Mess
Hot Mess to trzeci studyjny album amerykańskiego zespołu Cobra Starship. Ukazał się 11 sierpnia 2009 roku. Pierwszym singlem została piosenka "Good Girl Go Bad" wykonana razem z Leighton Meester znaną z serialu Plotkara.

## Lista utworów
1. Nice Guys Finish Last - 3:37
2. Pete Wentz Is the Only Reason We're Famous - 3:03
3. Good Girls Go Bad (featuring Leighton Meester) - 3:17
4. Fold Your Hands Child - 3:13
5. You're Not in on the Joke - 3:31
6. Hot Mess - 2:52
7. Living in the Sky with Diamonds - 3:20
8. Wet Hot American Summer - 3:49
9. The Scene Is Dead; Long Live the Scene - 2:44
10. Move Like You Gonna Die - 3:49
11. The World Will Never Do (featuring B.o.B) - 4:05

## Bonusowe utwory w edycji limitowanej płyty
12 "I May Be Rude but I'm the Truth" - 3:07 

13. "Cobras Never Say Die" - 3:30

14. "Good Girls Go Bad" (Suave Suarez on Pleasure Ryland Remix) - 3:58

15. "Good Girls Go Bad" (Isom Innis Remix) - 4:10

16. "Good Girls Go Bad" (Cash Cash Remix) - 4:40